# Tazmalt
Tazmalt (în arabă تازمالت) este o comună din provincia Béjaïa, Algeria.
Populația comunei este de 28.891 de locuitori (2008).